# 카바 (식물)
카바(kava, 학명: Piper methysticum) 또는 카바카바(kava kava)는 태평양의 섬 지역에 자라는 작물이다. 이름은 통가어 또는 마르키즈어로 ‘씁쓸하다’는 뜻의 ‘kava(-kava)’에서 왔다. 현지에서 카바를 부르는 다른 이름으로는 하와이어 ʻawa, 사모아어 ʻava, 피지어 yaqona, 폰페이어 sakau, 코스라에어 seka, 바누아투 일부 지역의 malok 또는 malogu 따위가 있다. 카바를 먹으면 진정작용이 나타나기 때문에 태평양의 폴리네시아, 멜라네시아, 일부 미크로네시아 문화에서 널리 섭취된다. 카바는 다른 나라에도 조금 수출되어 약초로 쓰인다.
카바 뿌리로 만든 음료는 진정작용, 마취 효과, 행복감을 준다. 카바의 유효 성분은 카발락톤이라고 부른다. 영국의 비영리 단체인 코크란의 메타연구에 따르면 카바 음료는 단기 불안장애를 치료하는 데 플러시보보다 더 효과적일 가능성이 크다.
세계보건기구에 따르면 전통적인 방식으로 만든 카바 음료를 적당량 섭취하는 것은 “용납할 수 있을 만큼 적은 수준의 건강 위험”이 있다고 한다. 그러나 유기용매로 뽑아낸 카바 추출물을 섭취하거나 카바로 만든 질 낮은 음식물을 다량으로 섭취하면 간독성 따위의 건강 위험에 노출될 가능성이 커진다.

## 역사와 이름
카바는 뉴기니 또는 바누아투의 항해자들이 작물화했다고 여겨지며, 뉴기니와 필리핀에 자생하는 Piper subbullatum의 작물화된 변종으로 생각된다.
그 뒤 오스트로네시아족의 라피타 문화가 폴리네시아의 나머지 지역을 향해 동쪽으로 카바를 퍼트려 나갔다. 카바는 하와이까지 도달했지만 뉴질랜드에서는 자랄 수 없기 때문에 존재하지 않는다. 전 세계에 널리 퍼져 있는 구장 잎 씹는 문화가 오세아니아의 오스트로네시아족에게는 없는 이유가 바로 카바 섭취라고 여겨진다.
Lynch (2002)에 따르면 카바를 뜻하는 폴리네시아조어 단어 *kava는 ‘씁쓸한 뿌리’ 또는 ‘독한 뿌리(물고기 잡는 독으로 쓰임)’을 뜻하는 오세아니아조어 단어 *kawaRi에서 나왔다. 이 단어는 원래 오스트로네시아족의 의식에 쓰이는 또다른 씁쓸한 향정신성 음료의 재료인 Zingiber zerumbet를 가리켰다. *kava의 동계어로는 폰페이어 sa-kau, 통가어, 니우에어, 라파누이어, 투아모투어, 라로통아어 kava, 사모아어와 마르키즈어 ʻava, 하와이어 ʻawa 따위가 있다. 마오리어 등 몇몇 언어에서는 *kava의 동계어가 ‘씁쓸한’, ‘신’, ‘톡 쏘는’과 같이 맛에 관한 의미를 지니게 되었다.
쿡 제도에서 중첩된 형태인 kawakawa 및 kavakava는 카바와 관련이 없는 Pittosporum 속의 식물을 가리키기도 한다. 또 푸투나어와 같은 언어에서 kavakava atua 따위의 합성어는 후추속에 속하는 다른 식물을 가리키기도 한다. 여기서 중첩은 거짓됨 또는 유사함을 나타내는 장치로서, 이를테면 ‘가짜 카바’ 따위를 뜻한다. 뉴질랜드의 경우 ‘카와카와’(마오리어: kawakawa)는 뉴질랜드와 그 인근의 노퍽섬, 로드하우섬, 랑이타후아 제도에 자생하는 Piper excelsum를 가리키는 이름이다. 카바는 뉴질랜드의 서늘한 기후에서 자랄 수 없었기 때문에 마오리족은 원래의 카바에 대한 지식을 바탕으로 이 식물을 이용했다. 마오리족은 이 식물을 성스러운 나무로 여겼다. 카와카와는 생명의 나무인 랑이오라(Brachyglottis repanda)에 대응하는 죽음의 나무로 여겨졌다. 그러나 카와카와는 아무런 향정신적 효과가 없으며 카바와의 연결은 순전히 겉모습에 기반한 것이다.

## 특징
역사적으로 카바는 태평양에 위치한 하와이, 미크로네시아, 바누아투, 피지, 사모아 제도, 통가에서만 길렀다. 한 연구에서는 P. methysticum의 모든 표본이 미크로네시아, 멜라네시아, 폴리네시아, 하와이의 여러 섬에서 왔으며 P. wichmannii의 표본은 모두 뉴기니, 솔로몬 제도, 바누아투에서 왔다는 결과가 나왔다.
카바 덤불은 토양이 단단하지 않고 물이 잘 빠져 뿌리에 공기가 닿기 좋은 곳에서 잘 자란다. 비가 많이 내려 연 강수량이 2,000 mm가 넘는 지역에 자생한다. 21–35 °C의 기온과 70–100%의 상대습도가 이상적인 성장 환경이다. 카바는 하목층 작물이기 때문에 지나치게 햇빛을 받는 것은 좋지 않다. 어릴 때는 더더욱 그렇다.
카바는 유성 생식을 하지 못한다. 암꽃은 유달리 드물고 꽃가루를 묻혀 주어도 열매를 맺지 않는다. 카바를 재배하는 방법은 줄기를 꺾꽂이하는 것밖에 없다.
전통적으로 카바는 나이가 4년이 될 때 수확한다. 나이가 들수록 카발락톤 함량이 높아지기 때문이다. 키가 2 m가 되도록 자란 뒤에는 줄기가 굵어지고 더 많은 줄기를 내지만 키는 별로 자라지 않는다. 뿌리는 60 cm 깊이까지 자란다.

### 품종

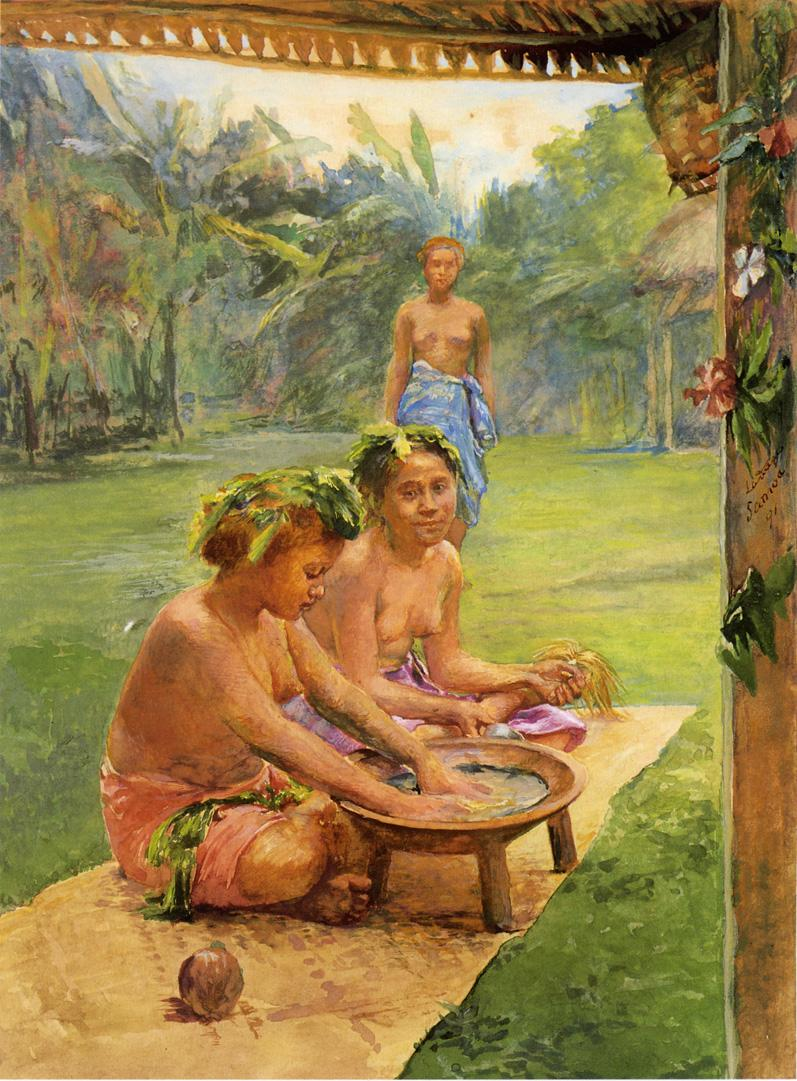
여자들이 카바를 손질하는 모습을 그린 존 라파지의 그림 (1891년경)

카바는 야생 조상인 Piper wichmanii에서 나온 여러 품종으로 이루어져 있으며 이들은 모두 생식 능력이 없다. 오늘날 태평양에는 수백 개의 카바 품종이 있다. 각 품종은 재배에 필요한 환경이 다르고 모습과 향정신적 효과마저도 서로 다르다.

#### 고상한 카바와 그렇지 않은 카바
학자들은 이른바 “고상한”(영어: noble) 카바 품종과 고상하지 않은 품종을 구분한다. 고상하지 않은 카바 품종으로는 “투데이”(tudei, ‘two-day’) 카바, 약으로 쓰는 카바, 야생 카바(작물화된 Piper methysticum의 야생 조상인 Piper wichmanii) 따위가 있다. 고상한 카바 품종은 카발락톤과 기타 화학물질이 보다 적절한 비율로 섞여 있어 더 기분 좋은 효과를 내고, 메스꺼움이나 “카바 숙취” 따위의 나쁜 부작용을 덜 일으키기 때문에, 전통 사회에서는 고상한 카바만을 일상적으로 섭취했다.
고상하지 않은 품종이 바누아투섬에만 존재하고 폴리네시아와 멜라네시아의 이주민이 고상한 카바 품종만을 퍼뜨린 이유는 고상한 카바가 그와 같은 장점을 가졌기 때문일 수도 있다. 최근 유럽에서 카바 제품을 사용한 사람들에게 드물게나마 해로운 반응이 나타난 이유가 카바 제품 생산에 투데이 품종이 널리 사용되는 탓이라는 주장이 제기되었다.
전통적으로 하와이와 피지에서는 투데이 품종을 기르지 않았지만 최근에는 하와이의 농부들이 고상하지 않은 “이사”(isa) 또는 “팔리시”(palisi) 품종을 재배하려 시도하거나 피지 사람들이 건조된 투데이 카바를 들여와 재수출하는 사례가 드러났다. 투데이 품종은 재배하기 쉽고 저렴하다는 장점이 있다. 고상한 카바는 성숙하려면 최대 5년이 걸리지만 고상하지 않은 카바는 심고 나서 1년 만에 수확할 수 있는 경우가 흔하다.
고상하지 않은 카바는 카발락톤 배합이 바람직하지 않고, 해로울 수도 있는 화합물(플라보카바인)의 함량이 높다는 이유로 부작용에 대한 유려가 제기되어 바누아투 등의 나라에서는 법으로 수출이 금지되었다. 또한 카바 제품을 구입하려는 외지인들에게 고상한 카바와 그렇지 않은 카바의 차이를 알려주려는 노력도 진행되고 있다. 최근에는 정부 산하의 규제 기관들과 비정부기구들이 카바의 품질을 감시하고, 정기적으로 보고서를 작성하며, 제대로 된 고상한 카바 판매자들에게 인증서를 발급하고, 투데이 품종을 함유할 가능성이 있는 제품에 대해 소비자에게 경고하는 등의 활동을 수행한다.

#### 재배 지역
바누아투에서 카바 수출은 엄격한 규제를 받는다. 효과가 너무 약하거나 너무 강하지 않은 ‘고상한’ 카바 품종만 수출이 가능하다. 품질 관리를 위해, 매일 마시기에 가장 적합한 품종만을 고상한 품종으로 인정하고 있다. 또한 바누아투 법은 수출용 카바의 나이가 적어도 5년 이상이어야 하며 유기농으로 재배해야 한다고 규정한다. 가장 인기가 높은 고상한 품종은 펜테코스트섬에서 자라는 “보로구”(Boroguu) 또는 “보롱고루”(Boronggoru) 품종, 아오바섬의 “멜로멜로”
(melomelo) 품종(펜테코스트섬 북부에서는 “세세”(sese)라고 부름), 에스피리투산토섬의 “팔라라술”(Palarasul) 품종이다. 바누아투에서 투데이(Tudei) 카바는 특별한 의식 목적으로만 사용할 수 있으며 수출은 금지되어 있다. 인기 있는 투데이 품종으로는 “팔리시”(Palisi)가 있다.

### 구성
신선한 카바 뿌리는 약 80%가 물이다. 말린 뿌리는 43% 녹말, 20% 식이섬유, 15% 카발락톤, 12% 물, 3.2% 당류, 3.6% 단백질, 3.2% 무기질로 구성되어 있다.
일반적으로 카발락톤 함량은 뿌리가 가장 높고 줄기와 잎으로 올라갈수록 줄어든다. 카발락톤 함량은 뿌리, 그루터기, 바닥 줄기에서 각각 15%, 10%, 5%로 조사되었다. 카발락톤 함량은 식물의 부위뿐만 아니라 카바의 품종, 나이, 지리적 위치, 수확 시기에 따라서도 달라진다.

## 약학

### 성분

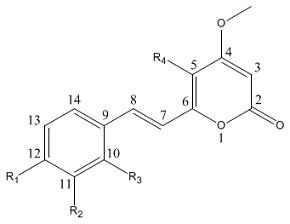
카발락톤의 일반적 구조. R_{1}-R_{2} -O-CH_{2}-O- 연결은 표시하지 않음. 가능한 모든 C=C 이중 결합을 표시함.

현재까지 18개의 서로 다른 카발락톤이 발견되었으며 그 중 적어도 15개는 약효가 있다. 그러나 그 가운데 카바인, 디하이드로카바인, 메티스티신, 디하이드로메티스티신, 양고닌, 데스메톡시양고닌의 6가지가 카바의 향정신적 효과의 96% 가량을 담당한다. 그 밖에 플라보카바인 A, 플라보카바인 B, 플라보카바인 C의 3가지 찰콘과 같은 성분도 소량 발견되었고, 카바의 먹지 못하는 부위에서는 독성 알칼로이드인 파이퍼메티스틴도 발견되었다. 뿌리와 잎에도 알칼로이드가 들어 있다.

### 약리 작용
카바 및 그 주성분은 다음과 같은 약리학적 작용을 일으킨다고 보고되었다.
- GABAA 수용체 활동 강화(카바인, 디하이드로카바인, 메티스티신, 디하이드로메티스티신, 양고닌의 작용)
- 노르에피네프린 재흡수 억제(카바인과 메티스티신의 작용). 도파민 재흡수를 억제할 가능성도 있음(카바인과 데스메톡시양고닌의 작용).
- CB1 수용체에 결합(양고닌)[32]
- 전압 개폐 나트륨 통로와 전압 개폐 칼슘 통로 억제(카바인, 메티스티신)
- 모노아민 산화 효소 B의 가역적 억제(6개의 주요 카발락톤 모두)

## 같이 보기
- 구장